# Ontherus carinifrons
Ontherus carinifrons är en skalbaggsart som beskrevs av Luederwaldt 1930. Ontherus carinifrons ingår i släktet Ontherus och familjen bladhorningar. Inga underarter finns listade i Catalogue of Life.